# Kilsyth
Kilsyth (Cill Saidhe en gaélique écossais) est une ville d'Écosse. Elle se situe à une vingtaine de kilomètres au nord de Glasgow.

## Géographie

### Cadre naturel
Kilsyth se situe à une attitude de 60 m au-dessus du niveau de la mer et occupe une étroite bande de terre entre les Kilsyth Hills, collines la bordant au nord, et la rivière Kelvin au sud. La ville est bordée à l'est et à l'ouest par des tourbières, et le centre-ville est proche du confluent du Garrell et de l'Ebroch.
La ville occupe ainsi une position abritée dans la Kelvin Valley.

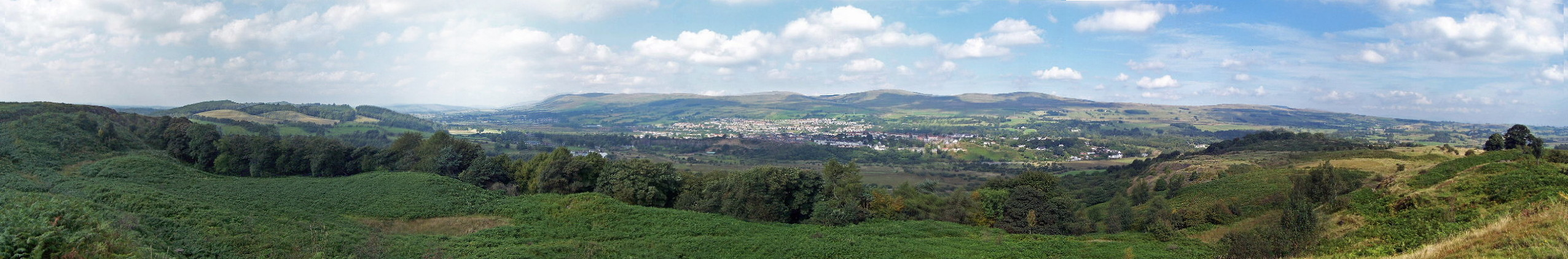
Panorama depuis Croy Hill et le mur d'Antonin, visualisant Kilsyth au-delà des Kilsyth Hills.

### Communications
À proximité de Kilsyth passent la ligne ferroviaire reliant Glasgow à Édimbourg, mais aussi l'autoroute M80.

## Histoire
D'après les récits les plus anciens, Kilsyth s'est toujours trouvé sur les routes majeures reliant Glasgow, Falkirk et Édimbourg. La ville est très proche du mur d'Antonin, mais aussi du plus moderne Forth and Clyde Canal.

### Préhistoire
Des fouilles archéologiques ont mis en évidence la présence d'une agglomération sur le site de Kilsyth depuis l'époque néolithique. 

### Antiquité et Moyen Âge
Les Romains ont reconnu l'importance stratégique de Kilsyth en établissant des forts à Colziumbea et Castle Hill, en sus des fortifications du mur d'Antonin effectuées à Bar Hill et Croy Hill. Celles-ci sont toujours visibles dans la ville moderne.
Durant le Moyen Âge, la position stratégique de Kilsyth ne s'est pas démentie, du fait de sa situation sur l'une des principales routes dans la portion la plus étroite de l'Écosse. Deux châteaux, aujourd'hui détruits, ont d'ailleurs été érigés à Balcastle et Colzium ; ils sont marqués sur la carte de 1580 de Timothy Pont.

### Guerres civiles et jacobites
Durant la Guerre Civile, la bataille de Kilsyth fut livrée en 1645 sur les collines s'étendant entre la ville et Banton (North Lanarkshire). Kilsyth fut plus tard étroitement associée aux révoltes jacobites successives du XVIIIe siècle.

## Économie
Kilsyth est riche en ressources naturelles, particulièrement en charbon, sidérite, et calcaire. L'économie locale a ainsi glissé, en trois cents ans, d'une activité agricole et textile aux industries d'exploitation des minerais, de la production d'énergie et du transport.

## Sport et culture

### Le curling

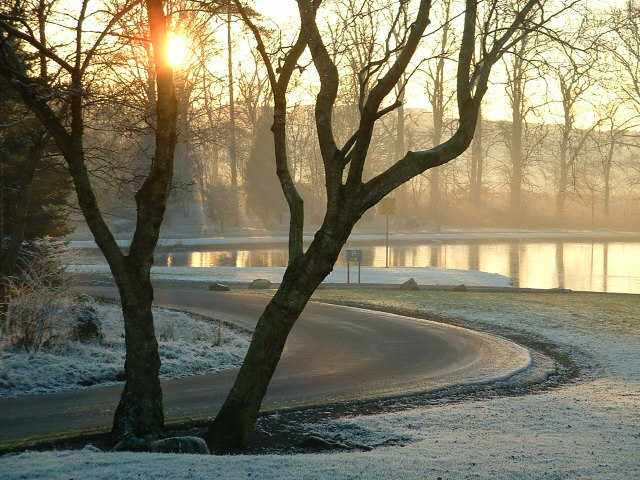
Étang destiné à servir de piste de curling en hiver à Colzium.

Le curling a, selon la légende, été inventé et joué pour la première fois à Kilsyth. La ville dispose du premier club de curling au monde, toujours actif à ce jour. Le curling était joué, à l'origine, sur l'étang de curling de Colzium, à l'est de la ville.

### Jumelage
Kilsyth est jumelée avec la ville française de Meulan-en-Yvelines, dans le département des Yvelines.